# Vandelans
Vandelans est une commune française située dans le département de la Haute-Saône, la région culturelle et historique de Franche-Comté et la région administrative Bourgogne-Franche-Comté.

## Géographie

### Communes limitrophes
Les communes limitrophes sont Beaumotte-Aubertans, Rigney, La Barre et Cirey.

### Hydrographie

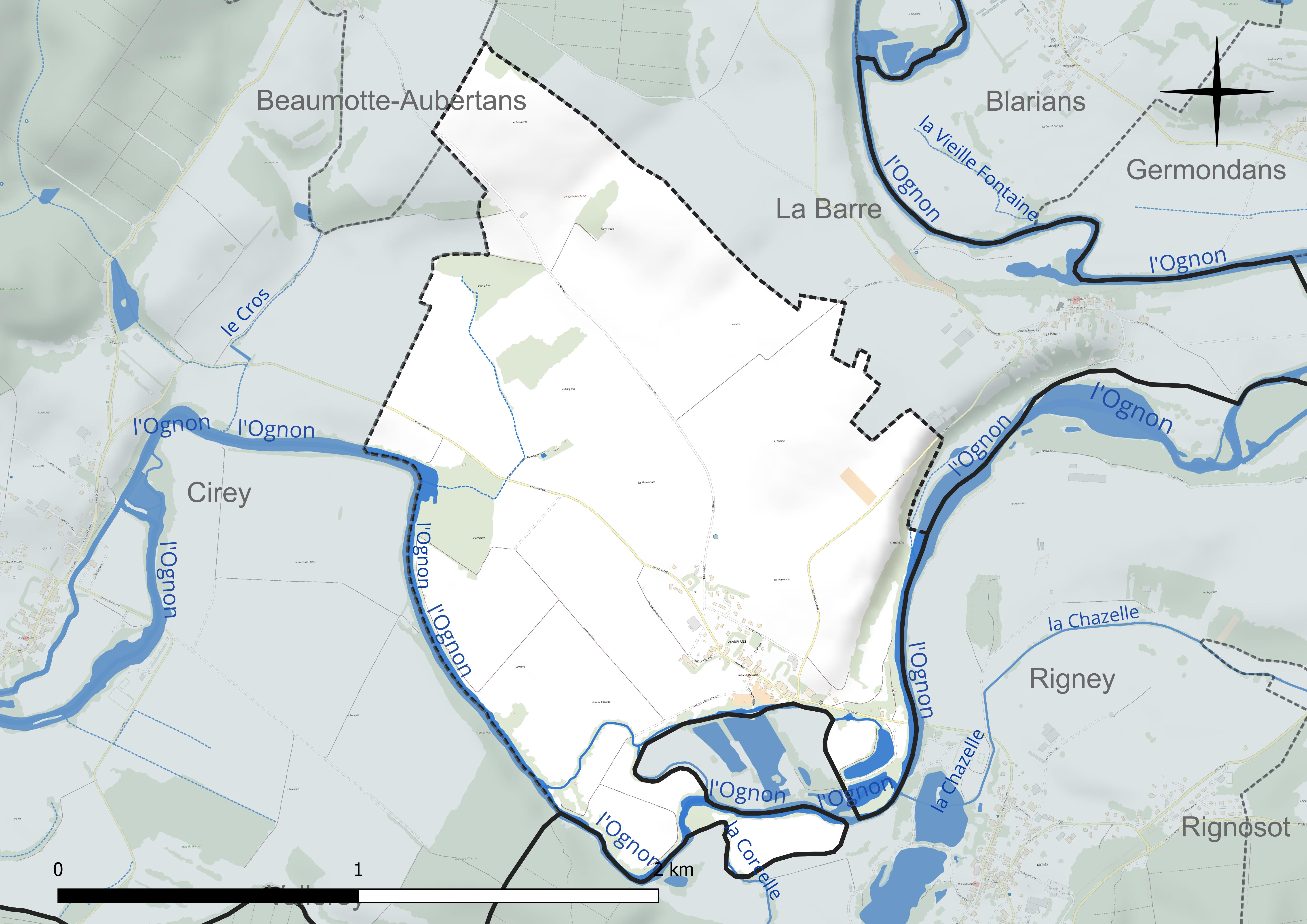
Carte hydrographique de la commune.

La commune est drainée par les eaux de l'Ognon. Le Pont de Rigney permet de relier les deux communes, et remplace un bac qui était utilisé au XIXe siècle.
Un étang d'un hectare environ a été aménagé dans les années 1970 à l'emplacement d'une ancienne sablière, et est utilisée par une association de pêcheurs.

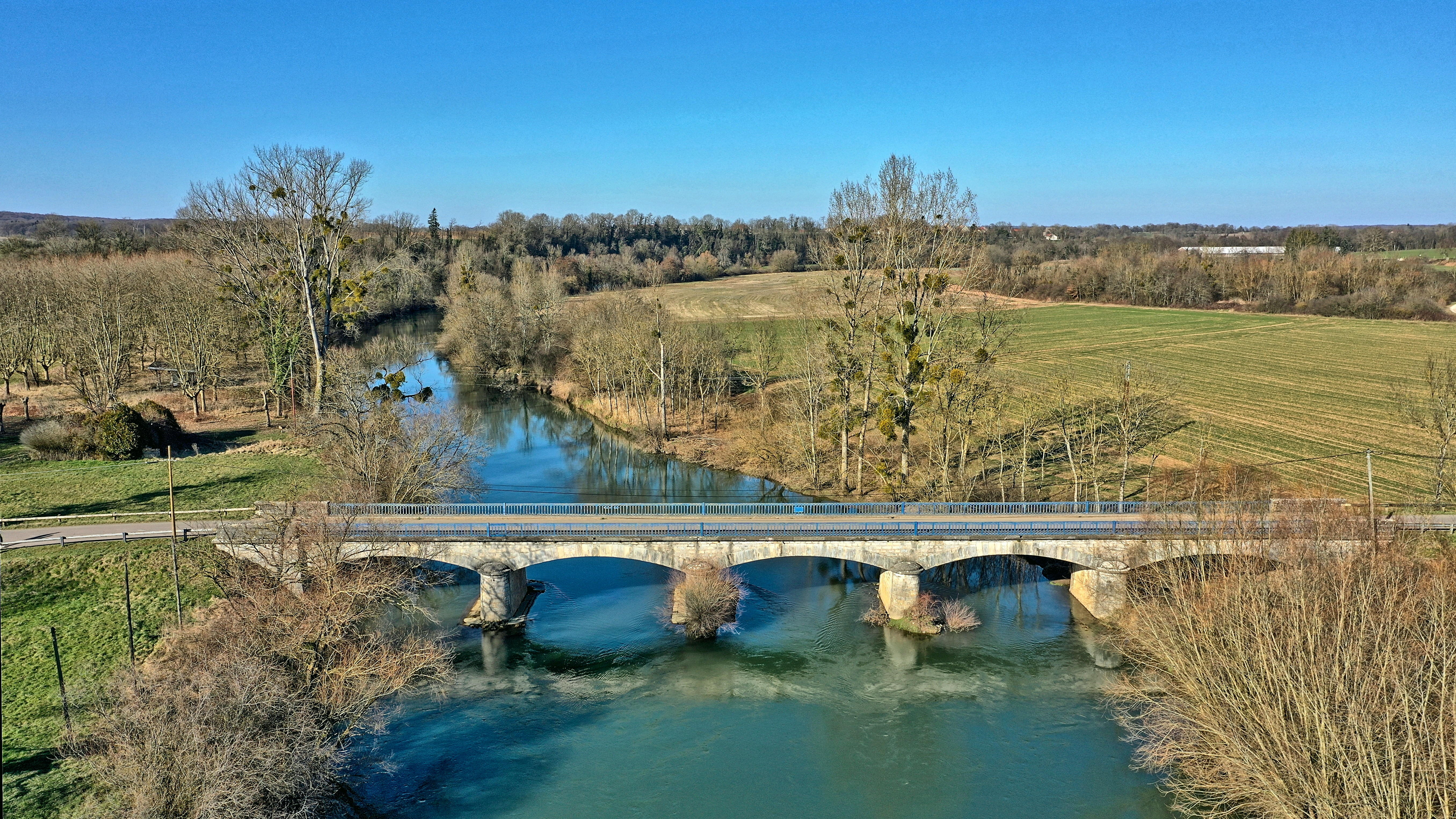
L'Ognon et le pont de Rigney.

### Climat
Pour des articles plus généraux, voir Climat de la Bourgogne-Franche-Comté et Climat de la Haute-Saône.
En 2010, le climat de la commune est de type climat des marges montargnardes, selon une étude du Centre national de la recherche scientifique s'appuyant sur une série de données couvrant la période 1971-2000. En 2020, Météo-France publie une typologie des climats de la France métropolitaine dans laquelle la commune est exposée à un climat semi-continental et est dans une zone de transition entre les régions climatiques « Lorraine, plateau de Langres, Morvan » et « Jura ».
Pour la période 1971-2000, la température annuelle moyenne est de 10,6 °C, avec une amplitude thermique annuelle de 17,4 °C. Le cumul annuel moyen de précipitations est de 1 013 mm, avec 13,1 jours de précipitations en janvier et 9,6 jours en juillet. Pour la période 1991-2020, la température moyenne annuelle observée sur la station météorologique de Météo-France la plus proche, « Pouligney », sur la commune de Pouligney-Lusans à 8 km à vol d'oiseau, est de 10,9 °C et le cumul annuel moyen de précipitations est de 1 214,6 mm. 
La température maximale relevée sur cette station est de 40 °C, atteinte le 25 juillet 2019 ; la température minimale est de −23 °C, atteinte le 20 décembre 2009,,.
Les paramètres climatiques de la commune ont été estimés pour le milieu du siècle (2041-2070) selon différents scénarios d'émission de gaz à effet de serre à partir des nouvelles projections climatiques de référence DRIAS-2020. Ils sont consultables sur un site dédié publié par Météo-France en novembre 2022.

## Urbanisme

### Typologie
Au 1er janvier 2024, Vandelans est catégorisée commune rurale à habitat dispersé, selon la nouvelle grille communale de densité à sept niveaux définie par l'Insee en 2022.
Elle est située hors unité urbaine. Par ailleurs la commune fait partie de l'aire d'attraction de Besançon, dont elle est une commune de la couronne,. Cette aire, qui regroupe 310 communes, est catégorisée dans les aires de 200 000 à moins de 700 000 habitants,.

### Occupation des sols

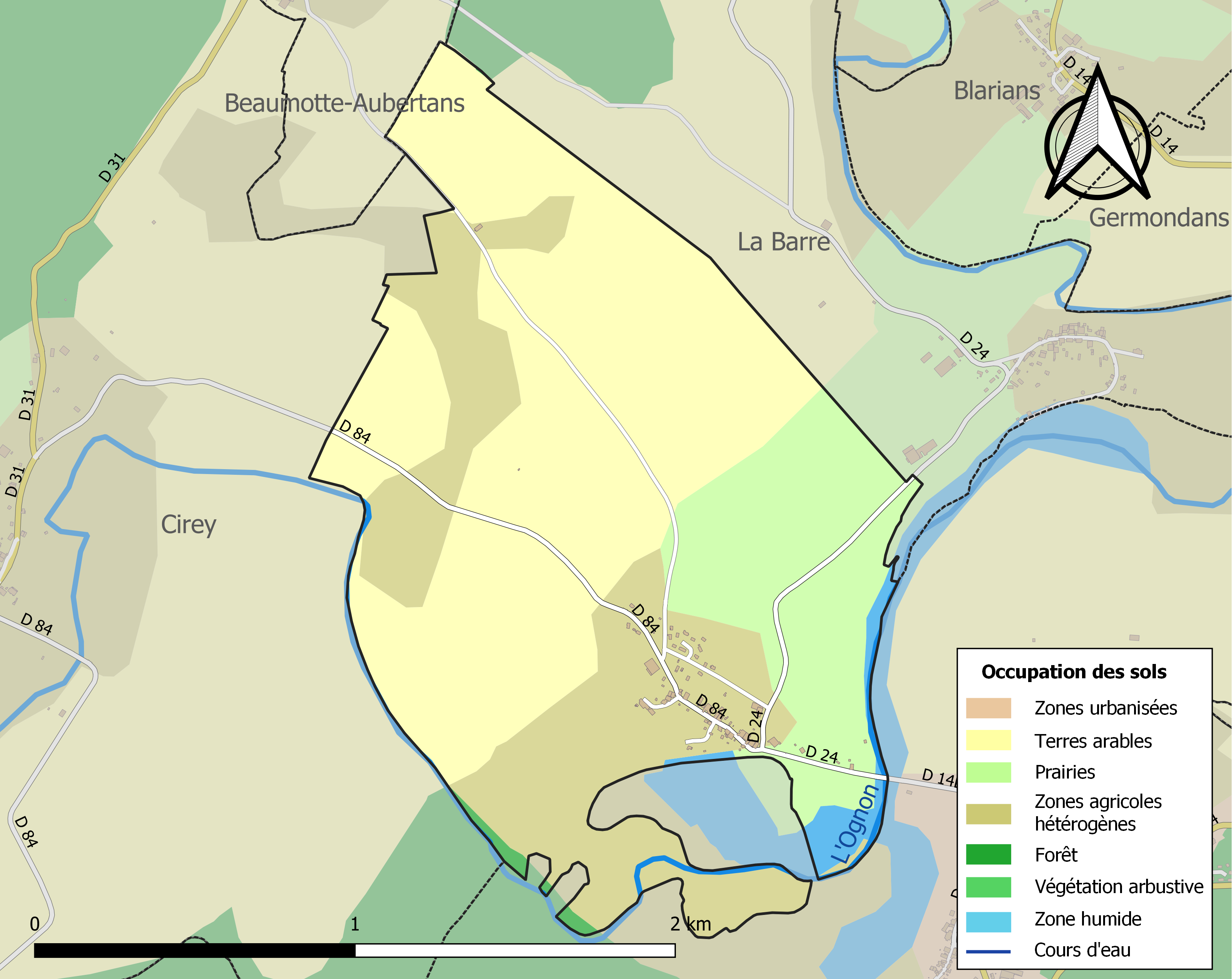
Carte des infrastructures et de l'occupation des sols de la commune en 2018 (CLC).

L'occupation des sols de la commune, telle qu'elle ressort de la base de données européenne d’occupation biophysique des sols Corine Land Cover (CLC), est marquée par l'importance des territoires agricoles (96,8 % en 2018), une proportion identique à celle de 1990 (96,8 %). La répartition détaillée en 2018 est la suivante : 
terres arables (51,1 %), zones agricoles hétérogènes (28,3 %), prairies (17,4 %), eaux continentales (2,3 %), forêts (1 %). L'évolution de l’occupation des sols de la commune et de ses infrastructures peut être observée sur les différentes représentations cartographiques du territoire : la carte de Cassini (XVIIIe siècle), la carte d'état-major (1820-1866) et les cartes ou photos aériennes de l'IGN pour la période actuelle (1950 à aujourd'hui).

### Habitat et logement
En 2020, le nombre total de logements dans la commune était de 55, alors qu'il était de 53 en 2015 et de 55 en 2010.
Parmi ces logements, 85 % étaient des résidences principales, 11,2 % des résidences secondaires et 3,7 % des logements vacants. Ces logements étaient pour 92,8 % d'entre eux des maisons individuelles et pour 7,2 % des appartements.
Le tableau ci-dessous présente la typologie des logements à Vandelans en 2020 en comparaison avec celle de la Haute-Saône et de la France entière. Une caractéristique marquante du parc de logements est ainsi une proportion de résidences secondaires et logements occasionnels (11,2 %) supérieure à celle du département (6,2 %) et à celle de la France entière (9,7 %). Concernant le statut d'occupation de ces logements, 80,9 % des habitants de la commune sont propriétaires de leur logement (82,6 % en 2015), contre 68,8 % pour la Haute-Saône et 57,5 pour la France entière.
| Typologie                                               | Vandelans | Haute-Saône | France entière |
| ------------------------------------------------------- | --------- | ----------- | -------------- |
| Résidences principales (en %)                           | 85        | 83          | 82,1           |
| Résidences secondaires et logements occasionnels (en %) | 11,2      | 6,2         | 9,7            |
| Logements vacants (en %)                                | 3,7       | 10,7        | 8,2            |

## Politique et administration

### Rattachements administratifs et électoraux

#### Rattachements administratifs
La commune se trouve  dans l'arrondissement de Vesoul du département de la Haute-Saône.
Elle fait partie depuis 1801 du canton de Rioz. Dans le cadre du redécoupage cantonal de 2014 en France, cette circonscription administrative territoriale a disparu, et le canton n'est plus qu'une circonscription électorale.

#### Rattachements électoraux
Pour les élections départementales, la commune fait partie depuis 2014 d'un nouveau canton de Rioz porté de 27 à 52 communes.
Pour l'élection des députés, elle fait partie de la première circonscription de la Haute-Saône.

### Intercommunalité

Carte départementale représentant en rouge la communauté de communes du Pays Riolais.

Vandelans est membre de la communauté de communes du Pays riolais, un établissement public de coopération intercommunale (EPCI) à fiscalité propre créé fin 1999 et auquel la commune a transféré un certain nombre de ses compétences, dans les conditions déterminées par le code général des collectivités territoriales.

### Liste des maires
| Période                                  | Période                        | Identité                  | Étiquette      | Qualité                            |
| ---------------------------------------- | ------------------------------ | ------------------------- | -------------- | ---------------------------------- |
| Les données manquantes sont à compléter. |                                |                           |                |                                    |
|                                          |                                |                           |                |                                    |
| avril 1933                               | novembre 1944                  | Louis Henri Joseph Goguey |                |                                    |
| novembre 1944                            |                                | Just Champenois           |                |                                    |
|                                          |                                |                           |                |                                    |
| mars 2001                                | juillet 2020                   | Évelyne Gay               |                |                                    |
| juillet 2020                             | mai 2023,                      | Lou Bailly-Biichlé        | DVG/écologiste | Profession libérale Démissionnaire |
| août 2023                                | En cours (au 30 novembre 2023) | Christophe Deschaseaux    |                | Profession libérale                |

## Démographie
L'évolution du nombre d'habitants est connue à travers les recensements de la population effectués dans la commune depuis 1793. Pour les communes de moins de 10 000 habitants, une enquête de recensement portant sur toute la population est réalisée tous les cinq ans, les populations de référence des années intermédiaires étant quant à elles estimées par interpolation ou extrapolation. Pour la commune, le premier recensement exhaustif entrant dans le cadre du nouveau dispositif a été réalisé en 2008.

En 2022, la commune comptait 109 habitants, en évolution de −5,22 % par rapport à 2016 (Haute-Saône : −1,4 %, France hors Mayotte : +2,11 %).
| 1793 | 1800 | 1806 | 1821 | 1831 | 1836 | 1841 | 1846 | 1851 |
| ---- | ---- | ---- | ---- | ---- | ---- | ---- | ---- | ---- |
| 137  | 95   | 139  | 133  | 150  | 161  | 161  | 152  | 146  |

| 1856 | 1861 | 1866 | 1872 | 1876 | 1881 | 1886 | 1891 | 1896 |
| ---- | ---- | ---- | ---- | ---- | ---- | ---- | ---- | ---- |
| 94   | 118  | 120  | 130  | 103  | 95   | 96   | 97   | 95   |

| 1901 | 1906 | 1911 | 1921 | 1926 | 1931 | 1936 | 1946 | 1954 |
| ---- | ---- | ---- | ---- | ---- | ---- | ---- | ---- | ---- |
| 82   | 79   | 77   | 76   | 76   | 74   | 60   | 65   | 62   |

| 1962 | 1968 | 1975 | 1982 | 1990 | 1999 | 2006 | 2008 | 2013 |
| ---- | ---- | ---- | ---- | ---- | ---- | ---- | ---- | ---- |
| 68   | 57   | 52   | 75   | 111  | 107  | 109  | 110  | 117  |

| 2018 | 2022 | - | - | - | - | - | - | - |
| ---- | ---- | - | - | - | - | - | - | - |
| 108  | 109  | - | - | - | - | - | - | - |

## Culture locale et patrimoine

### Héraldique
| Blason de Vandelans | Blason  | D'argent à la fasce de gueules chargée de trois bandes d'or. |
| Blason de Vandelans | Détails | Le statut officiel du blason reste à déterminer.             |